# 朱本端
朱本端（1476年—？），字文表，锦衣卫总旗籍山东陵县人，明朝政治人物。

## 生平
順天府鄉試第五十八名舉人。弘治十二年（1499年）中式己未科會試第二十四名，三甲第六名進士。官知州，正德五年（1510年）九月升江西按察司佥事，六年正月考察。

## 家族
曾祖朱真；祖朱銘；父朱臣，通判。母吴氏；继母劉氏。具庆下。兄本立、本固、弟本正、本中。